# Боровичская железная дорога
Боровичская железная дорога — однопутная железнодорожная линия колеи 1520 мм и длиной 30,3 км, соединяющая город Боровичи со станцией Угловка, расположенной на железнодорожной линии Москва — Санкт-Петербург. Линия сооружена в 1876—1877 годах по инициативе боровичских промышленников для транспортировки производившегося в городе огнеупорного кирпича. В советские годы линия вошла в состав Октябрьской железной дороги.

## История и описание
Однопутная железнодорожная линия стандартной колеи была открыта в апреле 1877 года. Максимальный продольный уклон пути на железной дороге был 10 ‰, наименьший радиус кривых в поворотах — 640 м . Финансировали проект боровичские промышленники. Основной задачей новой линии ставилась транспортировка из Боровичей огнеупорного кирпича — продукции боровичского кирпичного завода (сегодня — «Боровичский Комбинат Огнеупоров»). Линия называлась «Боровичская железная дорога».
Линия однопутная, неэлектрифицированная. В 1994 году был упразднён единственный разъезд линии — Травково. С 1980-х годов на линии работали следующие тепловозы:
- ТЭП602М62 — грузовые составы
- М62 — с конца 1980-х до начала 1990-х — пассажирские, позже — грузовые составы
- ТЭМ1, ТЭМ2 — маневровые работы
- ТЭМ2 — с 2005 года обслуживание пассажирских, пригородных и грузовых поездов
- ТЭП70 — с 2018 года обслуживание пригородного поезда 6831/6832

Линия Угловка—Боровичи оснащена полуавтоматической блокировкой, все стрелочные переводы на станции Боровичи имеют ручное управление.
Выезд из Боровичей по железной дороге осуществляется на станцию Угловка в направлении Бологого. После отмены последнего пассажирского поезда сообщением Москва-Октябрьская — Боровичи в 2012 году пассажирское сообщение дальнего следования отсутствует. В 2015-2018 годах отсутствовали и пригородные пассажирские перевозки. С 24.12.2018 возобновлено движение пригородного поезда 6831/6832 сообщением Боровичи — Угловка. Поезд курсирует по пятницам, а также по выходным дням, время в пути 45 минут.
Основной достопримечательностью станции Боровичи является деревянный двухэтажный вокзал постройки 1876 года. На территории станции также находятся кирпичная водонапорная башня и здание бывшего паровозного депо.